# Миротворчі сили ООН

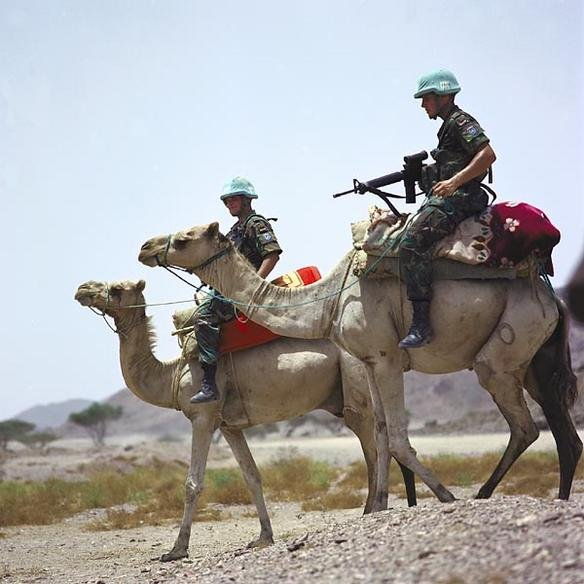
Миротворці ООН в Еритреї

Миротворчі сили ООН (миротворчий контингент ООН, Мирконт ООН) — військові контингенти країн-членів ООН, виділені за Статутом ООН з метою запобігання або ліквідації загрози миру і безпеки шляхом спільних примусових дій (військова демонстрація, блокада тощо), якщо заходи економічного і політичного характеру виявляться або виявилися недостатніми.

## Статус
Рішення про створення, склад, використання та фінансування миротворчих сил ООН приймаються Радою Безпеки ООН. Стратегічне керівництво здійснюється Військово-штабним комітетом (ВШК).
У 1988 році миротворчим силам ООН було присуджено Нобелівську премію миру. Генеральна Асамблея ООН заснувала свято — Міжнародний день миротворців.

## Історія
У період «холодної війни» РБ ООН не ухвалила жодного рішення про створення ЗС ООН, що зробило неможливим і функціонування ВШК як органу загального стратегічного планування і технічного радника з воєнних питань, відповідального перед РБ ООН. Це було пов'язано з тим, що в умовах реальної дії принципу одностайності постійних членів РБ ООН ухвалення таких рішень цілком залежало від збігу інтересів цих членів Організації щодо конкретних ситуацій, пов'язаних з необхідністю підтримання або відновлення миру, а світові лідери в кожному протистоянні зазвичай були задіяні на боці протилежних ворожих сторін.
Численні збройні конфлікти, що виникали в період «холодної війни» в різних регіонах світу всупереч наявній у Статуті ООН забороні державам використовувати силу при розв'язанні територіальних суперечок, вимагали від ООН застосування заходів для припинення конфліктів, що загрожували мирові та безпеці народів. Тому міжнародне співтовариство обрало шлях створення і функціонування в межах відповідальності та під керівництвом ООН миротворчих ЗС (контингентів ЗС держав-членів ООН). Вони мали діяти в зонах збройних конфліктів на підставі різноманітних функціональних мандатів, які надавалися їм РБ ООН з метою роз'єднання ЗС ворогуючих сторін і створення таким чином сприятливих умов для ведення дипломатичних переговорів з метою припинення цих конфліктів.
Зазначена практика ООН збагатила важливий міжнародний досвід розв'язання різноманітних за своїм характером сучасних збройних конфліктів. Діяльність РБ ООН та Генерального секретаря в цій сфері стала здійснюватися під назвою «операції ООН з підтримання миру».
У практиці ООН з різними миротворчими функціями створювалися: ЗС ООН у Конго (1960–64), ЗС ООН на Кіпрі (від 1964), Надзвичайні сили ООН в Єгипті (1965–67), Надзвичайні ЗС ООН на Близькому Сході (1973–79), сили ООН для нагляду за роз'єднанням ізраїльських та сирійських військ (від 1974), тимчасові ЗС для підтримання миру в Лівані (від 1978) тощо.
Після закінчення «холодної війни» операції ООН з підтримання міжнародного миру набули нових рис. Так, істотними новаціями характеризувалися рішення РБ ООН щодо подолання кризової ситуації в регіоні Перської затоки, що виникла 1990 в результаті агресії Іраку проти Кувейту. Вперше за всю історію існування ООН РБ кваліфікувала збройний напад однієї держави на іншу як акт агресії й зобов'язала Ірак негайно припинити окупацію території Кувейту. Невиконання Іраком цієї законної вимоги міжнародного співтовариства призвело до введення РБ ООН всеосяжних економічних санкцій проти Іраку. Водночас США та деякі інші західні країни без погодження із РБ ООН направили в регіон Перської затоки свої ЗС, які встановили блокаду морського узбережжя Іраку. Тільки після цього США повідомили РБ ООН про свої дії, пославшись на «невід'ємне право на індивідуальну та колективну самооборону», а також на звернення до них Кувейту і Саудівської Аравії про надання їм військової допомоги.

## Участь країн світу
Починаючи з 1992 року в військових операціях ООН взяло участь 44 000 українських військовослужбовців, 54 з них — загинуло.
За станом на 31 грудня 2009 загалом до складу миротворчих сил ООН входило 98 197 осіб, з них:
- 12 794 поліцейських,
- 2 314 військових експертів
- 83 089 військовослужбовців контингентів.

|     | Країна-контриб'ютор              | Поліція | Військові експерти | Миротворчі компоненти | Загалом |
| --- | -------------------------------- | ------- | ------------------ | --------------------- | ------- |
| 1   | Австралія                        | 25      | 24                 | 9                     | 58      |
| 2   | Австрія                          | 49      | 11                 | 391                   | 451     |
| 3   | Албанія                          |         |                    | 63                    | 63      |
| 4   | Аргентина                        | 32      | 8                  | 821                   | 861     |
| 5   | Бангладеш                        | 1614    | 98                 | 8715                  | 10427   |
| 6   | Бельгія                          |         | 10                 | 257                   | 267     |
| 7   | Бенін                            | 135     | 27                 | 1178                  | 1340    |
| 8   | Болгарія                         |         | 1                  |                       | 1       |
| 9   | Болівія                          |         | 31                 | 410                   | 441     |
| 10  | Боснія і Герцеговина             | 23      | 5                  |                       | 28      |
| 11  | Бразилія                         | 10      | 46                 | 1288                  | 1344    |
| 12  | Бруней                           |         |                    | 7                     | 7       |
| 13  | Буркіна-Фасо                     | 60      | 17                 | 627                   | 704     |
| 14  | Бурунді                          | 65      | 7                  | 4                     | 76      |
| 15  | Вануату                          | 46      |                    |                       | 46      |
| 16  | Велика Британія                  |         | 7                  | 275                   | 282     |
| 17  | Габон                            |         | 1                  |                       | 1       |
| 18  | Гамбія                           | 147     | 3                  | 199                   | 349     |
| 19  | Гана                             | 444     | 56                 | 3133                  | 3633    |
| 20  | Гватемала                        |         | 14                 | 270                   | 284     |
| 21  | Гвінея                           | 72      | 14                 |                       | 86      |
| 22  | Гондурас                         |         | 12                 |                       | 12      |
| 23  | Гренада                          | 1       |                    |                       | 1       |
| 24  | Греція                           |         | 4                  | 51                    | 55      |
| 25  | Данія                            |         | 27                 | 148                   | 175     |
| 26  | Джибуті                          | 51      | 2                  |                       | 53      |
| 27  | Еквадор                          |         | 14                 | 68                    | 82      |
| 28  | Естонія                          |         | 1                  |                       | 1       |
| 29  | Ефіопія                          | 10      | 19                 | 2143                  | 2172    |
| 30  | Єгипет                           | 286     | 99                 | 4770                  | 5155    |
| 31  | Ємен                             | 150     | 63                 | 12                    | 225     |
| 32  | Замбія                           | 300     | 56                 | 659                   | 1015    |
| 33  | Зімбабве                         | 109     | 27                 | 4                     | 140     |
| 34  | Індія                            | 738     | 77                 | 7942                  | 8757    |
| 35  | Індонезія                        | 156     | 28                 | 1473                  | 1657    |
| 36  | Іран                             |         | 2                  |                       | 2       |
| 37  | Ірландія                         | 18      | 20                 | 426                   | 464     |
| 38  | Ісландія                         | 2       |                    |                       | 2       |
| 39  | Іспанія                          | 39      | 3                  | 1050                  | 1092    |
| 40  | Італія                           | 5       | 21                 | 2425                  | 2451    |
| 41  | Йорданія                         | 1607    | 59                 | 2132                  | 3798    |
| 42  | Камбоджа                         |         | 5                  | 93                    | 98      |
| 43  | Камерун                          | 145     | 9                  |                       | 154     |
| 44  | Канада                           | 115     | 39                 | 16                    | 170     |
| 45  | Катар                            |         |                    | 3                     | 3       |
| 46  | Кенія                            | 40      | 28                 | 811                   | 879     |
| 47  | Киргизстан                       | 15      | 9                  |                       | 24      |
| 48  | КНР                              | 191     | 53                 | 1892                  | 2136    |
| 49  | Кіпр                             |         |                    | 2                     | 2       |
| 50  | Колумбія                         | 26      |                    |                       | 26      |
| 51  | Республіка Конго                 |         |                    | 1                     | 1       |
| 52  | Кот-д'Івуар                      | 132     |                    |                       | 132     |
| 53  | Лівія                            | 3       |                    |                       | 3       |
| 54  | Мадагаскар                       | 50      |                    |                       | 50      |
| 55  | Північна Македонія               |         |                    | 1                     | 1       |
| 56  | Малаві                           | 52      | 26                 | 124                   | 202     |
| 57  | Малайзія                         | 243     | 48                 | 776                   | 1067    |
| 58  | Малі                             | 56      | 18                 | 2                     | 76      |
| 59  | Марокко                          |         | 5                  | 1557                  | 1562    |
| 60  | Мозамбік                         |         | 3                  |                       | 3       |
| 61  | Молдова                          |         | 8                  |                       | 8       |
| 62  | Монголія                         |         | 8                  | 386                   | 394     |
| 63  | Намібія                          | 33      | 14                 | 9                     | 56      |
| 64  | Непал                            | 814     | 60                 | 3437                  | 4311    |
| 65  | Нігер                            | 131     | 24                 | 387                   | 542     |
| 66  | Нігерія                          | 806     | 86                 | 4915                  | 5807    |
| 67  | Нідерланди                       | 19      | 18                 | 3                     | 40      |
| 68  | Німеччина                        | 17      | 27                 | 244                   | 288     |
| 69  | Нова Зеландія                    | 25      | 12                 | 1                     | 38      |
| 70  | Норвегія                         | 23      | 28                 | 163                   | 214     |
| 71  | Пакистан                         | 866     | 115                | 9783                  | 10764   |
| 72  | Палау                            | 2       |                    |                       | 2       |
| 73  | ПАР                              | 154     | 32                 | 1992                  | 2178    |
| 74  | Парагвай                         |         | 48                 | 48                    | 96      |
| 75  | Перу                             |         | 25                 | 213                   | 238     |
| 76  | Південна Корея                   | 4       | 25                 | 368                   | 397     |
| 77  | Польща                           | 3       | 14                 | 19                    | 36      |
| 78  | Португалія                       | 200     | 4                  | 146                   | 350     |
| 79  | Росія                            | 50      | 76                 | 239                   | 365     |
| 80  | Руанда                           | 157     | 20                 | 3494                  | 3671    |
| 81  | Румунія                          | 44      | 50                 | 1                     | 95      |
| 82  | Сальвадор                        | 47      | 15                 | 52                    | 114     |
| 83  | Самоа                            | 16      |                    |                       | 16      |
| 84  | Сенегал                          | 583     | 52                 | 1610                  | 2245    |
| 85  | Сербія                           | 11      | 7                  | 27                    | 45      |
| 86  | Сінгапур                         | 21      | 2                  |                       | 23      |
| 87  | Словаччина                       |         | 2                  | 196                   | 198     |
| 88  | Словенія                         | 1       | 2                  | 14                    | 17      |
| 89  | США                              | 55      | 8                  | 12                    | 75      |
| 90  | Сьєрра-Леоне                     | 63      | 12                 | 60                    | 135     |
| 91  | Таджикистан                      | 9       |                    |                       | 9       |
| 92  | Таїланд                          | 18      | 17                 | 10                    | 45      |
| 93  | Танзанія                         | 62      | 27                 | 365                   | 454     |
| 94  | Того                             | 48      | 17                 | 773                   | 838     |
| 95  | Туніс                            |         | 38                 | 467                   | 505     |
| 96  | Туреччина                        | 169     | 1                  | 582                   | 752     |
| 97  | Уганда                           | 186     | 5                  | 2                     | 193     |
| 98  | Угорщина                         |         | 6                  | 88                    | 94      |
| 99  | Україна                          | 64      | 27                 | 279                   | 370     |
| 100 | Уругвай                          | 17      | 56                 | 2440                  | 2513    |
| 101 | Фіджі                            | 43      | 7                  | 221                   | 271     |
| 102 | Філіппіни                        | 405     | 23                 | 634                   | 1062    |
| 103 | Фінляндія                        | 6       | 19                 | 76                    | 101     |
| 104 | Франція                          | 99      | 26                 | 1485                  | 1610    |
| 105 | Хорватія                         | 11      | 16                 | 110                   | 137     |
| 106 | Центральноафриканська Республіка | 17      |                    |                       | 17      |
| 107 | Чад                              | 56      | 3                  | 1                     | 60      |
| 108 | Чехія                            | 5       | 5                  |                       | 10      |
| 109 | Чилі                             | 3       | 7                  | 515                   | 525     |
| 110 | Чорногорія                       | 1       | 2                  |                       | 3       |
| 111 | Швейцарія                        | 7       | 18                 |                       | 25      |
| 112 | Швеція                           | 34      | 24                 | 2                     | 60      |
| 113 | Шрі-Ланка                        | 98      | 13                 | 959                   | 1070    |
| 114 | Ямайка                           | 29      |                    |                       | 29      |
| 115 | Японія                           |         | 6                  | 33                    | 39      |

## В Україні на Донбасі
Українські політики, зокрема Петро Порошенко неодноразово висловлювалися з приводу організації миротворчої місії на Донбасі.